# Griffolino d'Arezzo
Pour les articles homonymes, voir Arezzo (homonymie).

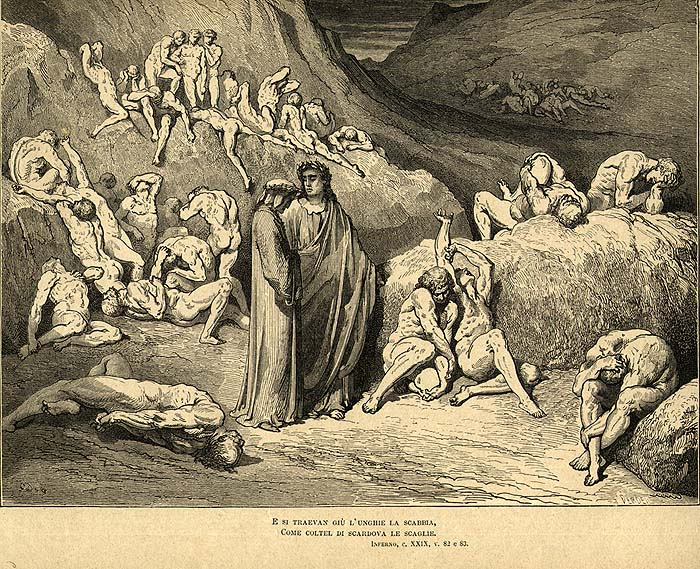
Le par Gustave Doré.

Griffolino d'Arezzo (Arezzo, ...- Sienne, 1272 ) est une personnalité italienne du XIIIe siècle. C'est l'un des personnages que l'on rencontre dans la Divine Comédie de Dante Alighieri au chant XXIX, (dernière division du huitième cercle de l'Enfer), qui se vantait d’avoir le secret de voler dans l’air.
De lui, nous avons quelques citations dans des documents historiques: il fut inscrit dans la Société des Toschi à Bologne en 1258 et envoyé au bûcher comme hérétique avant 1272, sans doute, à Sienne.
Le poète florentin le situe, au dixième bolgia, dans le groupe des faussaires, en particulier parmi les falsificateurs de métaux et les alchimistes : gisant sur le sol, rongés d'ulcères, dévorés par la peste (En référence à la peste d'Égine), ils sont condamnés à se gratter furieusement et sans fin.
Dante lui fait raconter à la première personne une sorte de nouvelle où il promet de faire voler en l'air un noble siennois, Alberto. S’étant aperçu de la supercherie, ce dernier l'accusa devant l’évêque de Sienne, lequel tenait Alberto pour son fils : et l’évêque fit brûler Griffolino comme magicien.

« "Io fui d'Arezzo, e Albero da Siena",
rispuose l'un, "mi fé mettere al foco;
ma quel per ch'io mori' qui non mi mena.
Vero è ch’i’ dissi lui, parlando a gioco:
"I’ mi saprei levar per l’aere a volo";
e quei, ch’avea vaghezza e senno poco,
volle ch’i’ li mostrassi l’arte; e solo
perch’io nol feci Dedalo, mi fece
ardere a tal che l’avea per figliuolo. »

— Enfer, XXIX 109-117

« Je fus d’Arezzo, répondit l’un d’eux, et Alberto de Sienne me livra au feu ; mais ce pourquoi je mourus, n’est pas ce qui m’a conduit ici. Il est vrai que je lui dis, par manière de jeu, que je pouvais m’élever dans l’air en volant ; et lui, qui avait beaucoup de désir et peu de sens, voulut que je lui montrasse cet art ; et seulement parce que de lui je ne fis pas Dédale, il me fit brûler par tel qui le tenait pour son fils. »

— Traduction Lamennais